# Енріке Сола
Енріке Сола (ісп. Enrique Sola, нар. 25 лютого 1986, Памплона) — іспанський футболіст, що грав на позиції нападника.

## Ігрова кар'єра
Вихованець спортивної школи «Осасуни» з рідного міста. З 2005 року став виступати за другу команду у Сегунді Б, третьому за рівнем дивізіоні Іспанії, де провів 61 матч (17 голів) за два сезони.
Влітку 2007 року був перведений до основної команди,за яку і дебютував 9 червня в Севільї, в переможному матчі з «Бетісом» (5:0), вийшовши на заміну в передостанньому турі чемпіонату на 69 хвилині замість П'єра Вебо і відразу відзначившись дублем. В останньому турі Сола знову вийшов на заміну, змінивши на 71 хвилині Іньякі Муньйоса. Два наступних сезони Сола зрідка з'являвся на полі, переважно на заміну, з періодами відсутності через травми та втрати форми. За цей час він зіграв лише у 37 матчах чемпіонату і забив лише 5 голів.
16 липня 2009 року на правах оренди перейшов у «Нумансію» з Сорії, що виступала у Сегунді, другому за рівнем дивізіоні Іспанії. За умовами угоди з «Нумансією», Сола віддавався в оренду терміном на один рік, в рамках часткової компенсації за перехід у зворотному напрямку Карлоса Аранди на постійній основі. Однак кар'єра на новому місці не склалося, навіть будучи здоровим Сола не завжди потрапляв в заявку на матч. Таке ставлення змусило його 18 січня 2010 року розірвати контракт з «Нумансією» та перебратися на залишок сезону в грецький «Левадиакос», який, втім, він не зміг врятувати від вильоту з Суперліги. 
Влітку того ж року він повернувся в рідну команду. Цього разу відіграв за клуб з Памплони наступні три сезони своєї ігрової кар'єри. Сезон 2010/11 Сола розпочав на лавці запасних памплонського клубу, залишаючись в тіні інших нападників, які вважалися основними: Вальтера Пандіані, Карлоса Аранди та щойно підписаного Деяна Лекича, тому з'являвся на полі лише в разі пошкодження двох перших. Проте зміни в тренерському штабі команди разом з травмами основних нападників дозволили Солі в березні 2011 року з'явитися в стартовому складі «Осасуни». Таке тренерське рішення ознаменувалося трьома голами Соли в трьох матчах поспіль (в іграх проти «Расінга», «Еркулеса» і «Атлетіко»). Надалі прогрес продовжився і за результатами сезону він став найкращим бомбардиром команди (7 голів) при тому, що брав участь менш ніж у половині матчів чемпіонату (16 ігор). Незважаючи на це, наступний сезон Сола знову провів на лавці (7 матчів, 0 голів в чемпіонаті).
Влітку 2013 року підписав 5-річний контракт з «Атлетіком». Проте і тут закріпитись в основі не зумів, зігравши протягом перших двох років за клуб з Більбао лише 15 матчів в національному чемпіонаті. Згодом протягом 2016–2017 років виступав на умовах оренди за «Мідлсбро», «Хетафе» та «Нумансію». Повернувшись з останньої команди до «Атлетіка», до складу його команди вже не потрапляв і 2018 року оголосив про завершення професійної кар'єри.